# Cavalerie ușoară

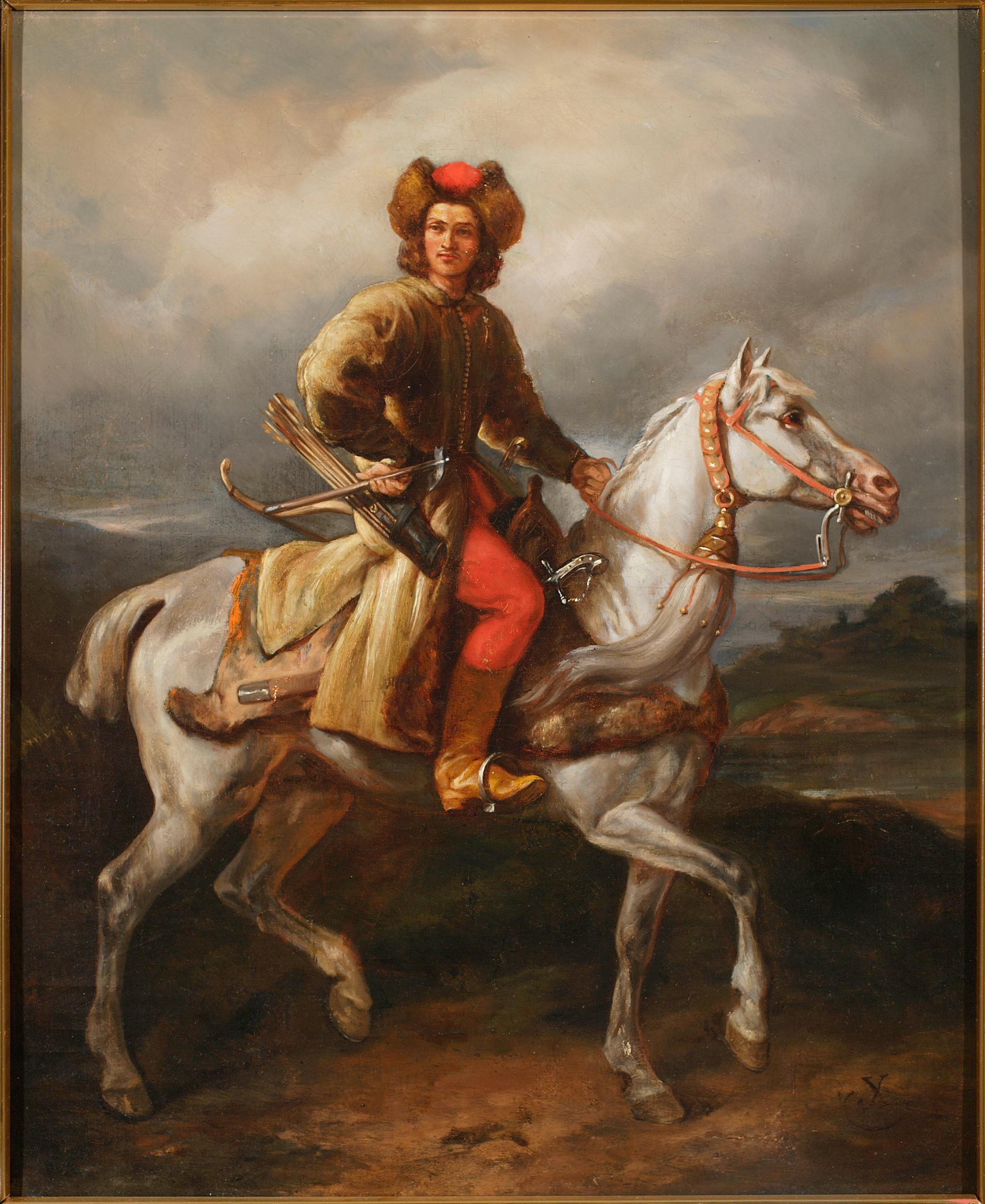
Cavalerie uşoară

Cavaleria ușoară reprezintă un termen generic ce desemnează o serie de tipuri de unități militare călare, din diferite epoci ale istoriei umane și din regiuni diverse. Utilizarea calului în scopuri militare s-a făcut din timpuri imemoriale și a durat până la jumătatea secolului al XX-lea, când progresul tehnologic a înlocuit cavaleria cu tancurile, mult mai eficiente în a crea breșe în liniile inamice. 
În principiu, ceea ce definește cavaleria ușoară, indiferent de epocă sau apartenență statală, este faptul că aceste unități erau formate din călăreți înarmați cu arme ușoare și călărind cai rapizi. În epoca medievală, acest termen se referea trupe care poartă arme și armură ușoare, în contrast cu cavaleria grea, unde călăreții poartă armură grea. De multe ori, soldații purtau sulițe sau săbii mici. Aceasta a fost cavaleria în forma sa originară, înainte de inventarea șeii și a scăriței, deoarece atunci cavaleria grea nu era posibilă având în vedere că un cavaler cu armură și arme grele nu avea sprijin și putea ușor să cadă de pe cal.